# Stoke Space
Stoke Space（直譯：煽燃太空）、Stoke Space Technologies，是美國民营航天公司，總部位於华盛顿州肯特市西雅圖郊區。由前蓝色起源和SpaceX人員創立。
2020年5月，獲得国家科学基金会225,000美元SBIR第一階段撥款，研究可重複使用火箭上級綜合推進解決方案。
2021年2月，該公司在風險基金NFX和MaC Ventures領投的一輪融資籌集了910萬美元种子基金。
2021年12月，該公司用於資助可重複使用運載火箭上級的開發和測試在A輪融資籌集了6500萬美元。微軟聯合創始人比爾·蓋茨創建價值數十億美元的清潔技術計劃Breakthrough Energy Ventures領投了這一輪。
公司在華盛頓州摩西湖市機場附近2.3英畝的土地搭有一火箭測試設施。
他們可重複使用的二級設計使用了氣尖引擎，並消除了需詳細檢查翻新的易碎瓷磚。

## 外部鏈接
- Stoke Space官網 （页面存档备份，存于）